# Judge Not; or The Woman of Mona Diggings
Judge Not; or The Woman of Mona Diggings é um filme mudo norte-americano de 1915, do gênero drama, dirigido por Robert Z. Leonard, estrelado por Julia Dean e Harry Carey.

## Elenco
- Julia Dean ... Molly Hanlon
- Harry Carter ... Lee Kirk
- Harry Carey ... Miles Rand
- Marc Robbins ... Judge Rand
- Kingsley Benedict ... Clarence Van Dyne
- Joseph Singleton ... Ministério (como Joe Singleton)
- Paul Machette ... Texas Joe
- Lydia Yeamans Titus ... Housekeeper
- Walter Belasco ... Barkeeper
- Hoot Gibson ... Não-creditado